# 30 dicembre
Il 30 dicembre è il 364º giorno del calendario gregoriano (il 365º negli anni bisestili). Manca 1 giorno alla fine dell'anno.

## Eventi
- 1066 – Massacro di Granada, molti ebrei vengono uccisi dai musulmani.
- 1230 – Miracolo dell'apparizione del sangue di Cristo nella chiesa di Sant'Ambrogio a Firenze
- 1460 – Guerra delle due rose: il Duca di York viene sconfitto nella battaglia di Wakefield
- 1797 – Papa Pio VI pubblica la bolla Christi Ecclesiae, su alcune modifiche, dettate dalla pericolosità dei tempi, per la preparazione del conclave che deve eleggere il nuovo papa
- 1853 – Acquisto di Gadsen: gli Stati Uniti acquistano terreno dal Messico per facilitare la costruzione di una ferrovia a sud-ovest
- 1880 – Il Transvaal diventa una repubblica e Paul Kruger è il suo primo presidente
- 1896 – José Rizal viene giustiziato da un plotone d'esecuzione a Manila
- 1897 – Il Natal si annette lo Zululand
- 1903 – L'incendio del teatro Iroquois di Chicago provoca 600 morti
- 1922 – Viene costituita l'Unione delle Repubbliche Socialiste Sovietiche (URSS)
- 1924 – Edwin Hubble annuncia che gran parte delle nebulose, prima osservate con telescopi meno potenti, non facevano parte della nostra galassia come si credeva, ma erano esse stesse galassie, fuori dalla nostra Via Lattea
- 1927 – La linea Ginza, la più vecchia linea metropolitana dell'Asia, apre a Tokyo
- 1940 – La California apre la sua prima freeway: la Arroyo Seco Parkway
- 1943 – Subhas Chandra Bose issa la bandiera dell'indipendenza indiana a Port Blair
- 1944 – Re Giorgio II di Grecia dichiara una reggenza, lasciando il trono vacante
- 1947 – Re Michele di Romania abdica
- 1953 – Il primo televisore a colori viene messo in vendita al prezzo di circa 1.175 dollari
- 1965 – Ferdinand Marcos diventa presidente delle Filippine
- 1968 – Frank Sinatra incide My Way
- 1972 – Guerra del Vietnam: gli Stati Uniti interrompono i pesanti bombardamenti del Vietnam del Nord
- 1987 – Papa Giovanni Paolo II pubblica la lettera enciclica Sollicitudo rei socialis, nel ventesimo anniversario della Populorum progressio di papa Paolo VI
- 1993 – Israele e il Vaticano stabiliscono relazioni diplomatiche
- 1996 – I tagli al bilancio proposti da Benjamin Netanyahu innescano la protesta di 250.000 lavoratori che bloccano tutti i servizi di Israele
- 1997 – In Algeria il Gruppo Islamico Armato (GIA) uccide 400 persone in quattro villaggi
- 2000 – Una serie di bombe esplode nel giro di poche ore in diversi punti della metropolitana di Manila (Filippine) uccidendo 22 persone e ferendone un centinaio
- 2004 – Argentina: 175 morti e oltre 800 feriti nell'incendio in una discoteca di Buenos Aires. Causa del rogo il lancio di un petardo
- 2006 – L'ex-dittatore dell'Iraq Saddam Hussein viene giustiziato mediante impiccagione
- 2011 – A Samoa e Tokelau, a causa del passaggio dei due Stati a ovest della linea del cambiamento di data, il 30 dicembre 2011 è stato abolito

## Nati
Ci sono circa 970 voci su persone nate il 30 dicembre; vedi la pagina Nati il 30 dicembre per un elenco descrittivo o la categoria Nati il 30 dicembre per un indice alfabetico.

## Morti
Ci sono circa 540 voci su persone morte il 30 dicembre; vedi la pagina Morti il 30 dicembre per un elenco descrittivo o la categoria Morti il 30 dicembre per un indice alfabetico.

## Feste e ricorrenze

### Religiose
Cristianesimo:
- Sant'Anisio di Tessalonica, vescovo
- Sant'Egwin di Evesham, vescovo
- Sant'Ermete di Vidin, martire
- Sant'Eugenio di Milano, vescovo
- San Felice I, papa
- Santi Filetero ed Eubioto, martiri
- San Geremaro di Fly, abate di Flay
- San Giocondo di Aosta, vescovo
- San Lorenzo da Frazzanò, monaco
- San Perpetuo di Tours, vescovo
- San Raniero dell'Aquila, vescovo
- San Ruggero di Canne, vescovo
- San Savino di Assisi, vescovo
- Beati Bernardo de Rebolledo e Giovanni de Luna, martiri mercedari
- Beata Eugenia Ravasco, monaca, fondatrice delle Figlie dei Sacri Cuori di Gesù e di Maria
- Beato Giovanni Maria Boccardo, sacerdote, fondatore delle Povere figlie di San Gaetano
- Beata Margherita Colonna, monaca

Religione romana antica e moderna:
- Natale del divo Tito